# Épure de Lalanne

Exemple d'épure: les couleurs indiquent les liens entre déblai et remblai.

L'épure de Lalanne est un graphique inventé par l'ingénieur Léon Lalanne au XIXe siècle. 
Elle sert à optimiser le profil en long pour la construction d'une route neuve et ainsi minimiser la distance de transport moyenne des terres pour les opérations de terrassement qui vont suivre.

## Description
L'épure de Lalanne trace dans un repère défini en abscisse par l'axe du projet, en ordonnée les volumes cumulés (déblai >0, remblai<0). Les surfaces obtenues représentent la somme des moments de transport (quantités en m³ équivalent remblai × distance à un point de référence). L'épure de Lalanne peut également être vue comme l'intégrale des quantités (en équivalent remblai) le long du profil.
Dans un projet de terrassement linéaire, l'épure de Lalanne permet, à l'équilibre  des déblais et remblais, de trouver rapidement un mouvement des terres ayant la distance de transport moyenne minimum. Ceci dans le but de minimiser les coûts de transport (en faisant l'approximation que les coûts de transport sont proportionnels à la distance). En pratique, le coût de transport dépend du contexte : décapeuses, tombereaux ou camion de chantier. Le coût total peut varier de 15 % entre deux mouvements des terres ayant la distance de transport minimum. Il peut même exister des mouvements des terres moins onéreux dont la distance moyenne de transport est légèrement supérieure. La distance moyenne de transport reste cependant un outil efficace de suivi car toute augmentation traduit une augmentation certaine du coût des terrassements.

## Logiciels spécialisés
- MAGNET Project de  Topcon Positioning Systems (en), anciennement DynaRoad[2] ;
- Masster[3] de Egis (ex Scetauroute)
- MVTR de Bouygues TP[4]